# Serra Riccò
Serra Riccò es una localidad y comune italiana de la provincia de Génova, región de Liguria, con 8.012 habitantes.

## Evolución demográfica
| Gráfica de evolución demográfica de Serra Riccò entre 1861 y 2001 |
|                                                                   |
| Fuente ISTAT - elaboración gráfica de Wikipedia                   |